# Francesco D'Ovidio
Francesco D'Ovidio (Campobasso, 5 dicembre 1849 – Napoli, 24 novembre 1925) è stato un filologo e critico letterario italiano.

## Biografia
Nato da Pasquale e da Francesca Scaroina, originaria di Trivento, era fratello del matematico e politico Enrico D'Ovidio. Frequentò con successo l'Università di Pisa e la Scuola Normale, dove fu allievo, tra gli altri, di Alessandro D'Ancona, Emilio Teza e Domenico Comparetti.
Successivamente s'interessò anche alla glottologia in generale, spintovi da Graziadio Isaia Ascoli, e «nel 1871 fu chiamato ad insegnare latino e greco al liceo “Galvani” di Bologna, per poi passare nel 1874 al liceo “Parini” di Milano, sempre impegnato nei medesimi insegnamenti».
Poi, sempre in giovane età, ottenne nel 1876 la cattedra di storia comparata delle lingue neolatine presso l'ateneo napoletano, mantenendola fino agli ultimi mesi della sua vita. Attestati di benemerenza per il lavoro che svolse gli furono attribuiti da Niccolò Tommaseo e Benedetto Croce, anche se quest'ultimo – specie per le «sottili e talvolta eccessivamente minuziose» indagini dantesche – parlò ironicamente di «questioni (…) d'ovidiane e non dantesche». 
Socio dei più importanti circoli letterari partenopei, presiedette per un quadriennio l'Accademia dei Lincei, e divenne socio di quella della Crusca, e dell'Arcadia. Nel suo lavoro d'indagine letteraria si interessò di Dante Alighieri, Alessandro Manzoni, Torquato Tasso.
Per quanto riguarda la storia della lingua italiana, «la posizione di D'Ovidio (di "pratico buon senso" come riconobbe Benedetto Croce) fu quella di adottare come norma il fiorentino, come sosteneva l'ammiratissimo Manzoni, ma corretto dalla lingua della tradizione letteraria».
Fu candidato al Premio Nobel per la letteratura, e nel 1905 venne nominato senatore del Regno.
Pur non facendo parte della Massoneria, a differenza – probabilmente – del fratello Enrico ne condivise scopi e filosofia. Enrico fu matematico insigne,  professore dell'Università di Torino e organizzatore-fondatore del Politecnico di quella città. Circa i suoi rapporti con la Massoneria, furono chiariti per suo proprio pugno da Francesco nel testo ""La Massoneria" contenuto nel secondo volume biografico intitolato " Rimpianti vecchi e nuovi" (vol. II, ed. Moderna, Caserta 1932). 
Francesco D'Ovidio si occupò anche degli aspetti connessi al modo di parlare derivanti dal dialetto campobassano, e dedicò un suo scritto alla ricorrenza del Primo centenario della Provincia molisana. Il suo slancio fu sempre teso al miglioramento morale e sociale degli abitanti della sua terra natia ed alla manifestazione organizzata in occasione del quarto di secolo dalla sua morte intervenne il Presidente della Repubblica Luigi Einaudi.
Tra i suoi discepoli, anche Manfredi Porena, destinato a diventare suo genero. Questi lo aiutò e dettare molti dei suoi libri dopo che ebbe compiuto i 40 anni perché una malattia progressiva della vista gli rese difficile leggere libri e scrivere. Alla morte era diventato completamente cieco.

## Critica
I critici ritengono che, intellettualmente, egli abbia dato il meglio di sé durante la giovinezza, probabilmente anche a causa della malattia agli occhi, che gli rese sempre più difficile lavorare e leggere senza aiuto. Gli viene comunque rimproverata un'attenzione relativamente limitata agli aspetti storici, pur non venendo affatto meno il riconoscimento per la sua puntigliosa metodologia di ricerca.

## Omaggi
Gli sono state dedicate una via sia a Roma che a Milano e una piazza a Napoli, oltre a vie e piazze nei comuni della sua provincia natale e il liceo ginnasio statale di Larino.

## Saggi critici
- Le correzioni ai «Promessi Sposi» e la questione della lingua, Napoli, Morano, 1882.
- Studi sulla «Divina Commedia», Milano-Palermo, Sandron, 1901.
- Studi manzoniani, Milano, Hoepli, 1905.
- Grammatica storica della lingua e dei dialetti italiani (con W.Meyer Lübke), Milano, Hoepli, 1906.
- Nuovi studi danteschi, Milano, S. Landi, 1906-7.
- Nuovi studi manzoniani, Milano, Hoepli, 1908.
- Versificazione italiana e arte poetica medievale, Milano, Hoepli, 1910.